# BRP Bagong Lakas
Le BRP Bagong Lakas (PB-102) est le deuxième navire de la classe Kagitingan, des patrouilleurs côtiers de la marine philippine. Il a été conçu et construit en Allemagne, puis mis en service par la marine philippine en février 1979 sous le nom de RPS Bagong Lakas (P-102).
Il a été rebaptisé BRP Bagong Lakas (PG-102) en 1980, et a de nouveau été reclassifié BRP Bagong Lakas (PB-102) en avril 2016 selon les nouvelles normes de classification de la marine philippine qui le classent comme un patrouilleur. Le navire a été mis hors service à une date inconnue.
En novembre 2008, la marine philippine a lancé un appel d'offres d’une valeur de plus de 7 millions de pesos philippins pour des matériaux destinés à la réparation du BRP Bagong Lakas.

## Conception
Le BRP Bagong Lakas et tous les navires de sa classe ont été considérés comme étant un échec. Il a été conçu à l’origine pour avoir une vitesse maximale de 28 nœuds, mais la conception n’a pas réussi à atteindre cette vitesse car il était sous-propulsé.
Le bateau était équipé du radar de conduite de tir Selenia Orion RTN-10X et du système de conduite de tir Selenia Elsag NA-10 Mod.0, mais il semble qu’ils aient été retirés.

## Commandants
- Rear admiral Ferdinand Golez[4]
- Rear admiral Edgar Abogado[5]